# Дионисий III Охридски
Дионисий е православен духовник, охридски архиепископ около 1752-1756 година.

## Биография
Сведенията за архиепископ Дионисий са оскъдни. Той заема охридската катедра не по-късно от 18 април 1752 година. Последното сведение за него е от август 1756 година.
В 1765 година е направен корчански митрополит, както се разбира от Синодалното послание на патриарх Самуил I Хандзерис (1763 - 1768). На следната 1766 година е уволнен поради много нарушения.